# قورباغه پنجه‌دار آفریقایی
قورباغه پنجه‌دار آفریقایی (نام علمی: Xenopus laevis) نام یک گونه از سرده قورباغه پنجه‌دار است.